# Vall de Sirhan

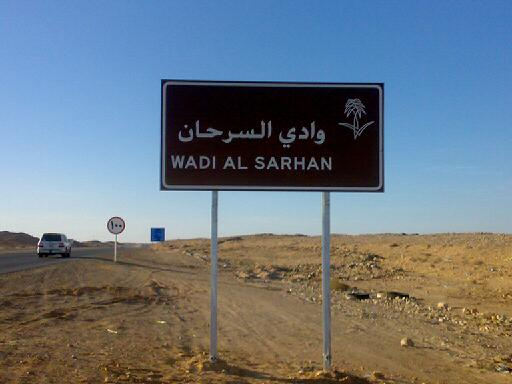
Wadi al sarhan

La Vall de Sirhan, Conca de Sirham, o Wadi as-Sirhan (àrab: وادي السرحان, Wādī as-Sirḥān) és una vall o uadi al nord-oest de l'Aràbia Saudita, entre Sakakah i Jordània. Sirhan literalment significa ‘llop’. El nom de la vall deriva del nom de la tribu Sirhan.

## Història
La regió fou ocupada pels musulmans el 634. El uadi va servir de frontera entre el kaysites i els kalbites, sent conegut també com a Batn al-Sirr. Servia de comunicació entre Hira i Kufa.
Modernament la regió va dependre dels Banu Rashid, de l'Emirat d'Hail. El 1926 l'emir local Nuri ibn Shain va signar el tractat de Hadda que atribuïa el Jawf i la regió del uadi Sirhan a l'Aràbia Saudita, excepte l'angle nord-est del uadi que era assignat a Transjordània.

## Agricultura
És la zona agrícola més important d'Aràbia saudita. Es tracta d'un gran oasi artificial. És de regadiu, amb aigües subterrànies, la superfície regada ha anat creixent molt des del seu inici el 1987. Es rega amb el sistema del pivot central. La zona vista des d'un satèl·lit, amb infraroig i fals color, apareix com un conjunt de cercles verds d'un quilòmetre de diàmetre en mig del desert. L'aigua amb què es rega es considera aigua fòssil bombejada des d'una fondària d'uns 1000 metres (provinent del període de la darrera glaciació). No se sap exactament quanta aigua hi ha emmagatzemada en el subsòl, però es calcula que n'hi ha com a mínim per regar aquesta zona durant 50 anys. S'hi fan cereals, hortalisses i arbres fruiters.